# Gasogi United FC
Der Gasogi United Football Club ist ein ruandischer Fußballverein aus der Hauptstadt Kigali.

## Erfolge
- Ruandischer Zweitligameister: 2018/19 (Poule A)

## Stadion
Seine Heimspiele trägt der Verein im Kigali Pelé Stadium in Kigali aus. Das Stadion hat ein Fassungsvermögen von 22.000 Personen.

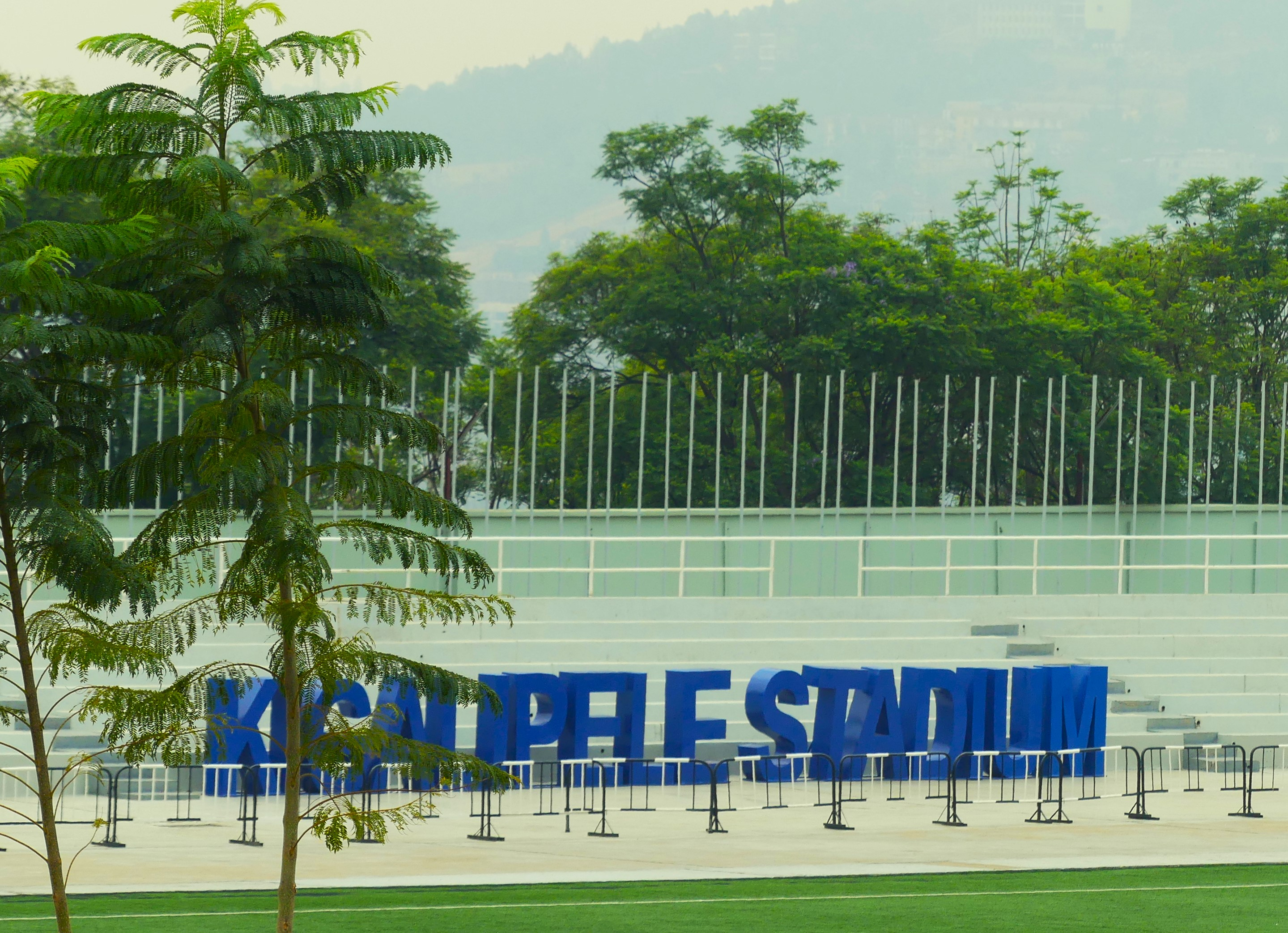
Kigali Pelé Stadium

## Saisonplatzierung
| Saison  | Liga                    | Level | Platz          |
| ------- | ----------------------- | ----- | -------------- |
| 2018/19 | Rwandan Second Division | 2     | 1. (Poule A) ▲ |
| 2019/20 | Rwanda Premier League   | 1     | 9.             |
| 2020/21 | Rwanda Premier League   | 1     | 3. (Gruppe B)  |
| 2021/22 | Rwanda Premier League   | 1     | 11.            |
| 2022/23 | Rwanda Premier League   | 1     | 8.             |
| 2023/24 | Rwanda Premier League   | 1     | 9.             |
| 2024/25 | Rwanda Premier League   | 1     | 8.             |
| 2025/26 | Rwanda Premier League   | 1     |                |

Quelle: rsssf.org